# Trichomanes elegans
Trichomanes elegans là một loài thực vật có mạch trong họ Hymenophyllaceae. Loài này được Rich. miêu tả khoa học đầu tiên năm 1792.